# Henri Guernut
Henri Guernut, né le 2 novembre 1876 à Lavaqueresse dans l'Aisne et mort le 28 mai 1943 à Paris, est un homme politique français. Secrétaire général de la Ligue des droits de l'homme de 1912 à 1932, il est ministre de l'Éducation nationale du 24 janvier au 4 juin 1936.

## Biographie

### Jeunesse
Il est le fils de paysans de Thiérache. Remarqué par son instituteur, il est envoyé à l'école de Vervins, puis, grâce à une bourse, au lycée de Laon, puis de Lille et enfin dans le prestigieux lycée Louis-le-Grand. Il obtient une licence de droit à la Sorbonne et veut devenir avocat.

### Défenseur des droits de l'homme
Il publie des articles dans La Revue socialiste et est un dreyfusard convaincu.
Il adhère à la Ligue française pour la défense des droits de l'homme et du citoyen, qui vient d'être fondée et qui prendra, plus tard, le nom de Ligue des droits de l'homme. Il en devient le secrétaire général en 1912.
Il est mobilisé entre août 1914 et avril 1915. Il se fait réformer pour un motif psychiatrique, ce qui lui sera reproché quand il deviendra en 1936 ministre de l’Éducation nationale. 
Devenu avocat au barreau de Paris, il ne défend que des affaires politiques. Il combat ainsi pour l'égalité de traitement des "indigènes" des colonies. Il est aussi le défenseur des journalistes et est à l'origine du statut protecteur de cette profession.
Cela lui vaut des attaques violentes de la presse d'extrême-droite. Léon Daudet, dans l'Action Française, le définit comme « un imbécile et un fanatique ».
Il demeure secrétaire général de la Ligue des droits de l'homme de 1912 à 1932.

### Carrière politique
En 1924, il se présente aux élections législatives à Château-Thierry mais il est battu. En 1928, il est élu sans étiquette (indépendant de gauche) et réélu en 1932 comme radical-socialiste. Il abandonne alors ses responsabilités à la tête de la Ligue des droits de l'homme.
Il devient ministre de l'Éducation nationale du 24 janvier au 4 juin 1936 dans le gouvernement Albert Sarraut (2), mais la victoire du Front populaire amène son départ. Il est remplacé par Jean Zay. Il perd aussi son siège de député de l'Aisne, au profit de Paul Lambin (SFIO).

### Dernières batailles
Il revient alors à la Ligue des droits de l'homme et s'en prend à la « tyrannie stalinienne » quand la Ligue n'a pas de position très claire sur la question et ne dénonce pas les Procès de Moscou.
Il poursuit l'écriture de ses chroniques dans son journal La Tribune de l'Aisne, mais suspend cette activité en 1940. Reprenant sa robe d'avocat, il tente de défendre des victimes de l'Occupation.
Il est atteint d'une pleurésie et meurt, en 1943, de tuberculose. 
Ce républicain humaniste déclare, quelque temps avant sa mort : « C'est la fin de la République qui m'a tué ».

## Source
- « Henri Guernut », dans le Dictionnaire des parlementaires français (1889-1940), sous la direction de Jean Jolly, PUF, 1960 [détail de l’édition]
- Michel Herody, Henri Guernut, un défenseur des droits de l'homme, L'Harmattan.
- Assemblée nationale, « Henri Guernut », sur Assemblee-nationale.fr, Assemblée nationale, sd (consulté le 13 décembre 2016)

## Archives
- Inventaire du fonds d'archives de Henri Guernut conservé à La contemporaine.